# Dépression de Kouma-Manytch

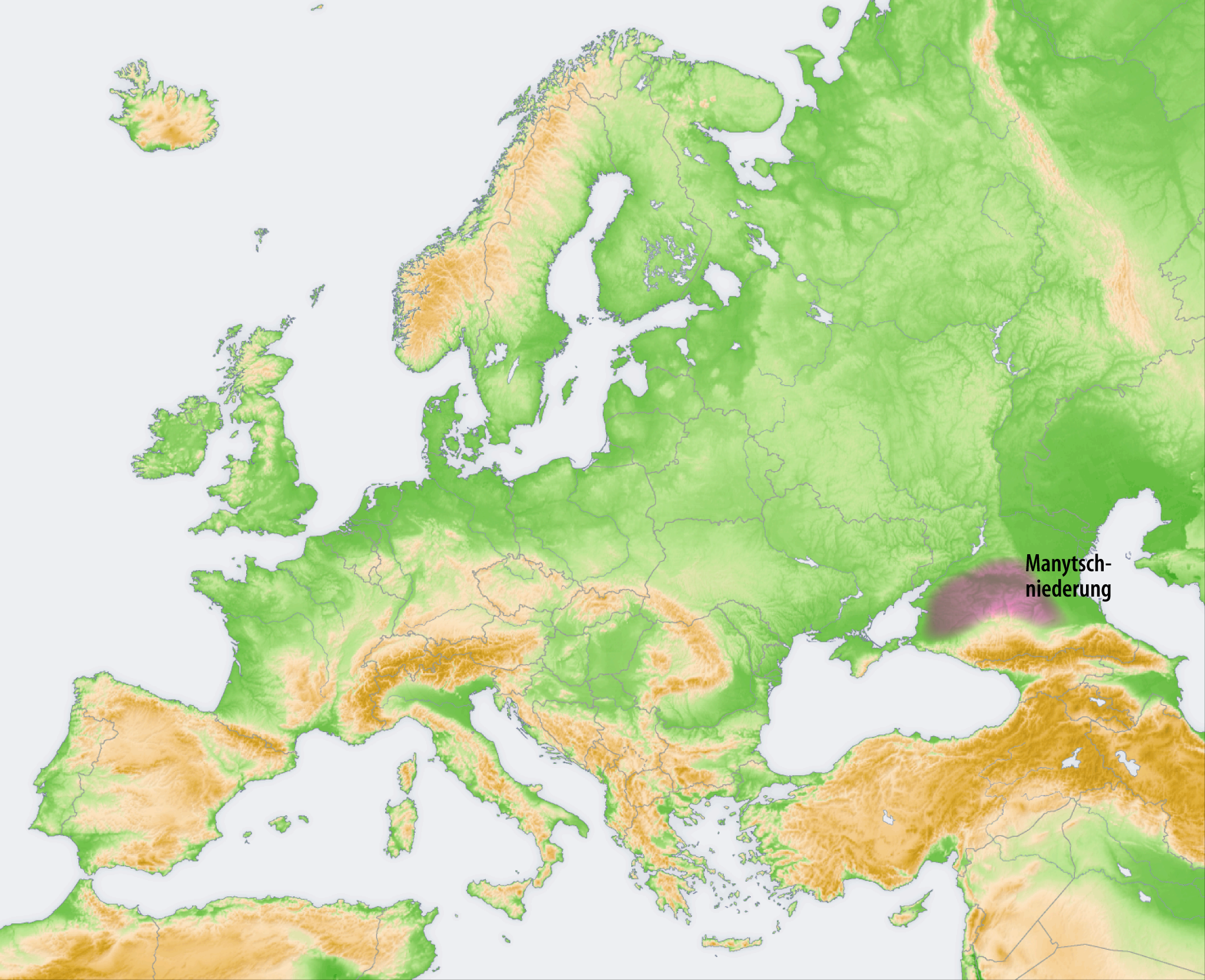
Localisation de la dépression de Kouma-Manytch.

La dépression de Kouma-Manytch (en russe : Кумо-Манычская впадина, Koumo-Manytchskaïa vpadina) est une dépression géographique du sud de la Russie, qui sépare la plaine russe, au nord, du pré-Caucase, au sud. Elle doit son nom aux deux cours d'eau qui l'arrosent, le fleuve Kouma, qui se jette dans la mer Caspienne, et la rivière Manytch, dont les eaux rejoignent celles du Don et la mer d'Azov.
La dépression de Kouma-Manytch s'allonge sur environ 680 km de longueur entre le cours inférieur du Don à l'ouest et la dépression aralo-caspienne à l'est. Elle est large de 20 à 30 kilomètres en moyenne, mais d'à peine un kilomètre en son point le plus resserré.
La réserve naturelle de Rostov se trouve en partie dans la dépression.
La dépression de Kouma-Manytch est parfois considérée comme une frontière naturelle entre l'Europe et l'Asie. En 1730, le tsar de Russie la déclara même officiellement frontière de l'Empire, à partir des travaux du géographe Philip Johan von Strahlenberg.
Un projet viserait à construire le canal Eurasie, reliant la mer d'Azov à la mer Caspienne en empruntant cette dépression. 

## Voir également
- Dépression Caspienne
- Au nord on trouve les monts Iergheni